# Parc naturel régional des Boucles de la Seine Normande
Le parc naturel régional des Boucles de la Seine Normande, anciennement parc naturel régional de Brotonne jusqu'en 2001, est un parc naturel régional créé le 17 mai 1974 qui s'étend sur 89 700 hectares, entre Rouen et Le Havre. Il est composé de 77 communes (45 en Seine-Maritime et 32 dans l'Eure) + 1 commune associée, Sandouville. 3 communes ont le statut de villes portes d'entrée : Canteleu, Yvetot et Pont-Audemer. Il compte une grande diversité de milieux naturels et humains, puisqu'il s'étend sur le Roumois, la vallée de la Risle, les boucles de la Seine en aval de Rouen avec leurs petites vallées affluentes, la boucle de Brotonne, les marais de l'Estuaire, le marais Vernier, et la partie Sud du pays de Caux. On y trouve en particulier :
- marais : marais Vernier, réserve naturelle du Vallon du Vivier
- forêts : forêt domaniale de Brotonne, forêt domaniale du Trait-Maulévrier, forêt domaniale de Roumare
- abbayes : abbaye de Jumièges, abbaye de Saint-Wandrille, abbaye de Saint-Georges-de-Boscherville
- artisanat : four à pain (La Haye-de-Routot), Maison du lin (Routot), musée du sabotier (La Haye-de-Routot), le moulin de pierre (Hauville), apiculture
- châteaux : château d'Ételan à Saint-Maurice-d'Ételan, château d'Yville-sur-Seine, château du Taillis à Duclair

## Historique

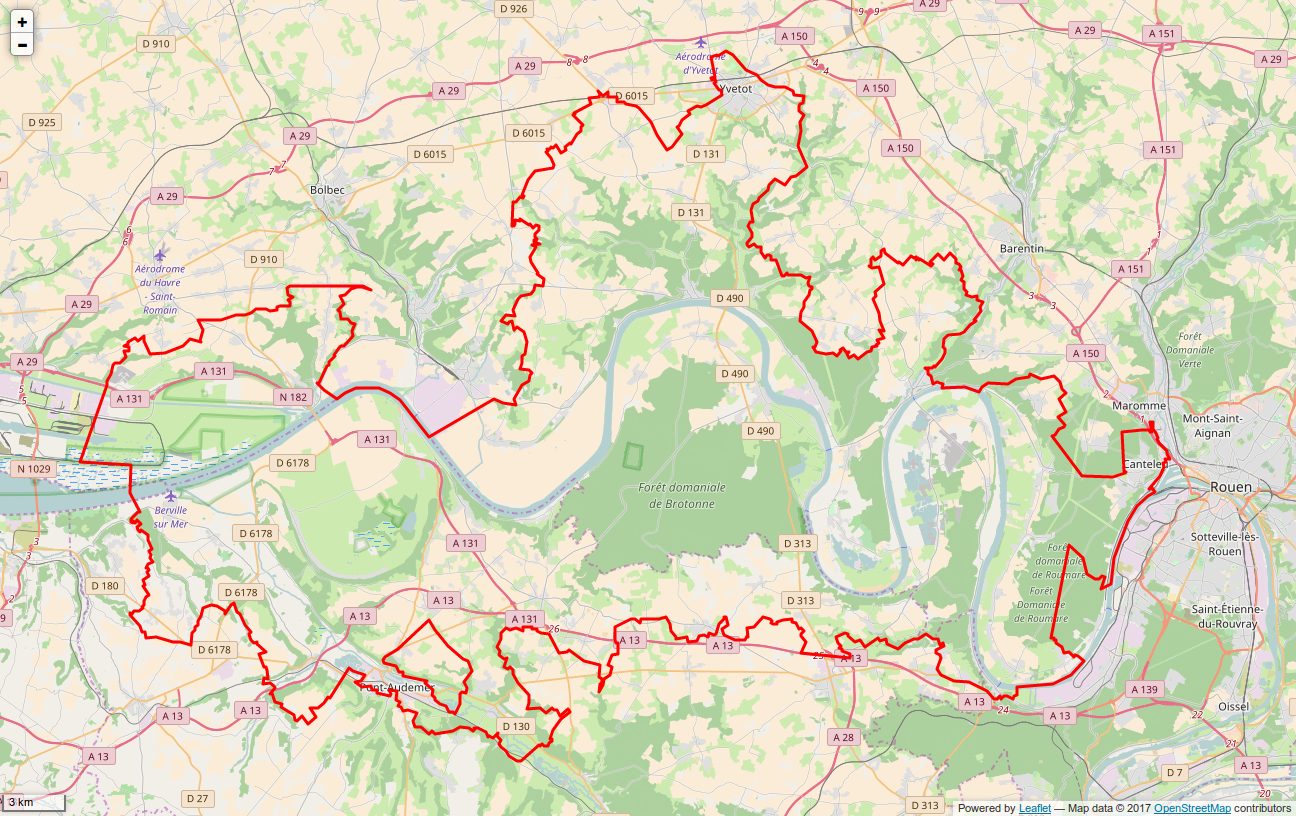
Périmètre du PNR.

Désigné avant le 4 avril 2001 sous le nom de parc naturel régional de Brotonne, le parc naturel régional (PNR) des Boucles de la Seine Normande a été créé le 17 mai 1974 autour de la forêt domaniale de Brotonne (les premières études datent de 1966). L'objectif était de créer un poumon vert entre Paris et les activités industrielles et portuaires de la Basse-Seine. Le changement de nom fait suite aux différentes extensions du PNR autour de la Seine et l'acceptation de la nouvelle charte (2001-2011).

## Les communes du parc
- Aizier
- Allouville-Bellefosse
- Anneville-Ambourville
- Anquetierville
- Arelaune-en-Seine
- Bardouville
- Barneville-sur-Seine
- Berville-sur-Mer
- Berville-sur-Seine
- Bois-Himont
- Bouquelon
- Bourneville-Sainte-Croix
- Caumont
- Conteville
- Duclair
- Étréville
- Foulbec
- Fourmetot
- Hautot-sur-Seine
- Hauville
- Hénouville
- Heurteauville
- Honguemare-Guenouville
- Jumièges
- La Cerlangue
- La Haye-Aubrée
- La Haye-de-Routot
- Le Landin
- Le Mesnil-sous-Jumièges
- Le Trait
- Louvetot
- Manneville-sur-Risle
- Marais-Vernier
- Mauny
- Norville
- Notre-Dame-de-Bliquetuit
- Petiville
- Pont-Audemer
- Quevillon
- Quillebeuf-sur-Seine
- Rives-en-Seine
- Routot
- Sahurs
- Saint-Arnoult
- Saint-Aubin-sur-Quillebeuf
- Saint-Gilles-de-Crétot
- Saint-Mards-de-Blacarville
- Saint-Martin-de-Boscherville
- Saint-Maurice-d'Ételan
- Saint-Nicolas-de-la-Haie
- Saint-Nicolas-de-la-Taille
- Saint-Ouen-des-Champs
- Saint-Paër
- Saint-Pierre-de-Manneville
- Saint-Pierre-du-Val
- Saint-Samson-de-la-Roque
- Saint-Sulpice-de-Grimbouville
- Saint-Thurien
- Saint-Vigor-d'Ymonville
- Sainte-Opportune-la-Mare
- Tancarville
- Tocqueville
- Touffreville-la-Cable
- Toutainville
- Triquerville
- Trouville-la-Haule
- Vatteville-la-Rue
- Vieux-Port
- Yainville
- Yvetot
- Yville-sur-Seine